# Лаура Рідеманн
Лаура Рідеманн (нім. Laura Riedemann, 29 травня 1998) — німецька плавчиня.
Учасниця Олімпійських Ігор 2020 року, де в попередніх запливах на дистанції 100 метрів на спині посіла 24-те місце і не потрапила до півфіналів.